# Visitação

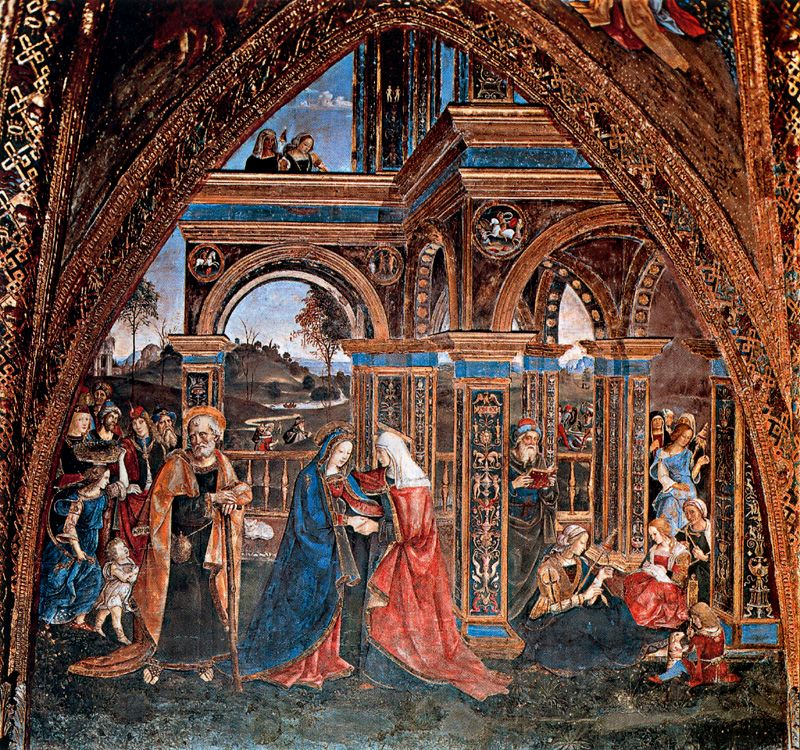
Visitação, afresco no Apartamento Bórgia do Palácio Apostólico do Vaticano

A Visitação é como é  conhecida a visita de Maria Santíssima a sua parenta Santa Isabel como relatada no Evangelho de São Lucas (Lucas 1:39–56). É também o termo utilizado para se referir à festa que celebra esta visita, comemorada no dia 31 de maio no cristianismo ocidental e em 30 de março no oriental.
E Maria levantou-se naqueles dias e foi para a região montanhosa com pressa, para uma cidade de Judá; 40  e entrou na casa de Zacarias e saudou Isabel. 41  E aconteceu que, quando Isabel ouviu a saudação de Maria, a criancinha saltou no seu ventre; e Isabel foi cheia do Espírito Santo; 42  e ela levantou a voz com grande clamor, e disse: Bendita és tu entre as mulheres e bendito é o fruto do teu ventre. 43  E de onde me vem isto, que a mãe de meu Senhor venha a mim? 44  Pois eis que, quando a voz da tua saudação chegou aos meus ouvidos, o bebê saltou de alegria no meu ventre. 45 E bem-aventurada aquela que [a] acreditou; porque haverá cumprimento das coisas que lhe foram ditas da parte do Senhor. 46

## Visita
Logo após a Anunciação, Maria Santíssima parte imediatamente para Hebrom, ao sul de Jerusalém, para visitar sua prima Santa Isabel e o marido dela, Zacarias. Os católicos creem que o objetivo desta visita foi levar a graça divina para Isabel e para o seu filho ainda não nascido, João Batista. Um menor grupo daqueles creem ainda que o fato de João ter estremecido no ventre de Santa Isabel quando Maria a cumprimentou  é sinal de que ele reconheceu a presença de Jesus e, neste instante, foi purificado do pecado original e preenchido com a graça divina. O diálogo travado entre as duas, como preservado no texto de Lucas se tornou parte da oração da Ave Maria - quando Isabel diz «Bendita és tu entre as mulheres, e bendito é o fruto do teu ventre» (Lucas 1:42) - e do cântico chamado Magnificat - na resposta de Maria Santíssima em «A minha alma engrandece ao Senhor» (Lucas 1:42) (em latim: Magnificat anima mea Dominum) -, reservado para esta festa.
Nas igrejas de rito latino da Igreja Católica, a Visitação é o segundo Mistério Gozoso do Santo Rosário.

## Celebrações

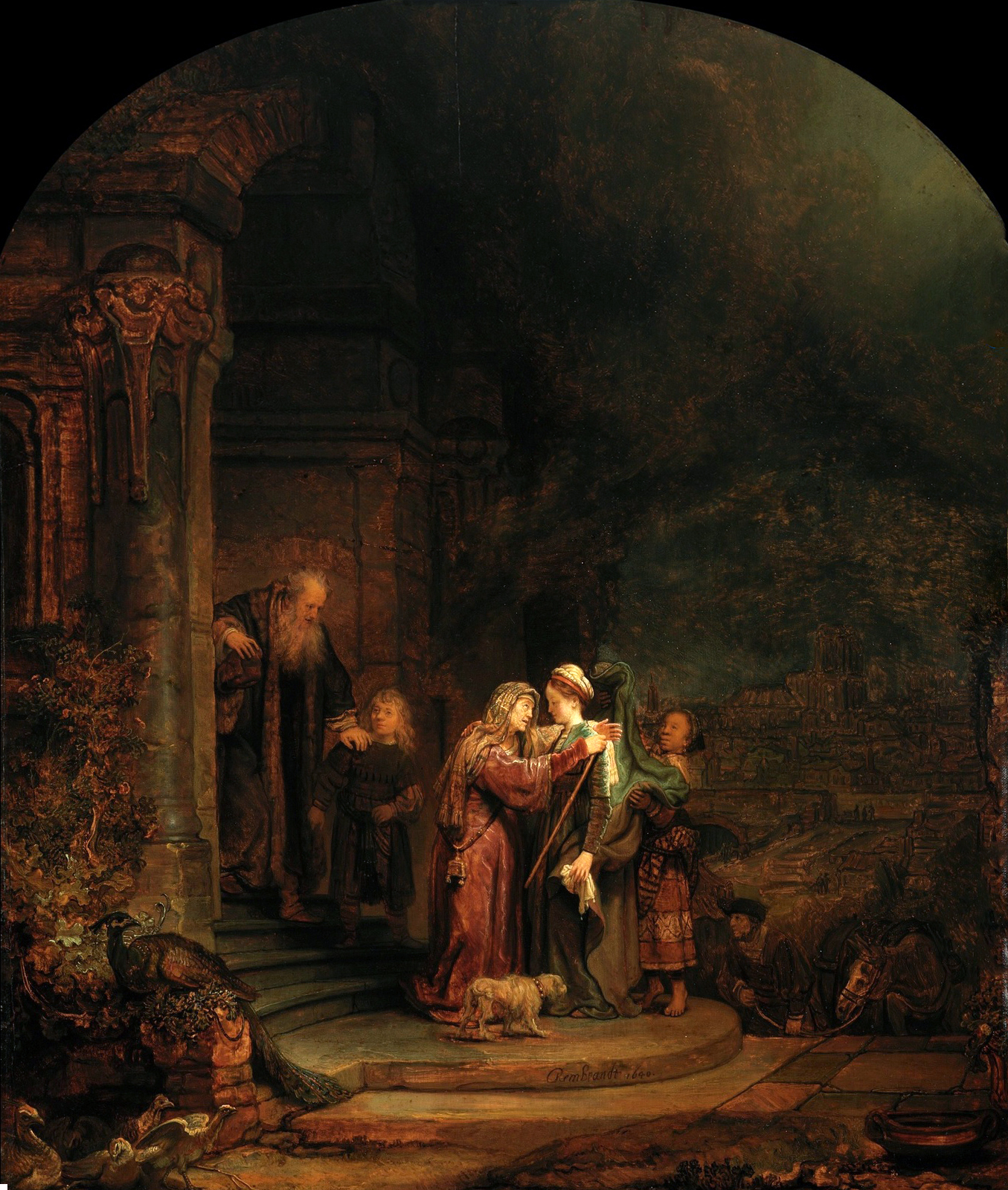
Visitação, por Rembrandt (1640), no Detroit Institute of Arts, em Detroit

### Cristianismo ocidental
Esta festa tem origem medieval, já sendo celebrada pela ordem dos franciscanos antes de 1263, quando São Boaventura a recomendou e eles a adotaram. A partir do breviário da ordem, ela espalhou para muitas outras igrejas. Em 1389, o papa Urbano VI, com o objetivo de terminar o Grande Cisma do Ocidente, a inseriu no calendário romano, para celebração em 2 de julho. No calendário tridentino, era uma festa dupla. Quando o missal do papa Pio V foi substituído pelo de Clemente VIII em 1604, a Visitação se tornou uma festa dupla de segunda classe. Ela permaneceu assim até que o papa João XXIII a recassificou como um festa de segunda classe em 1962. Ela continuou a ser comemorada no dia 2 de julho, o dia depois da oitava seguinte à festa do nascimento de João Batista, que estava ainda no ventre de Isabel na época da Visitação. Em 1969, porém, o papa Paulo VI a moveu para 31 de maio, "entre a Solenidade da Anunciação do Senhor (25 de março) e a do Nascimento de João Batista (24 de junho), para que ela se harmonize melhor com o relato do Evangelho.
Os católicos romanos que se utilizam do calendário pré-1969 (os chamados vétero-católicos) e os anglicanos, que se utilizam do Livro de Oração Comum (Book of Commom Prayer), de 1662, comemoram a festa em 2 de julho. Assim também o fazem os católicos da Alemanha e a Igreja Luterana.

### Cristianismo oriental

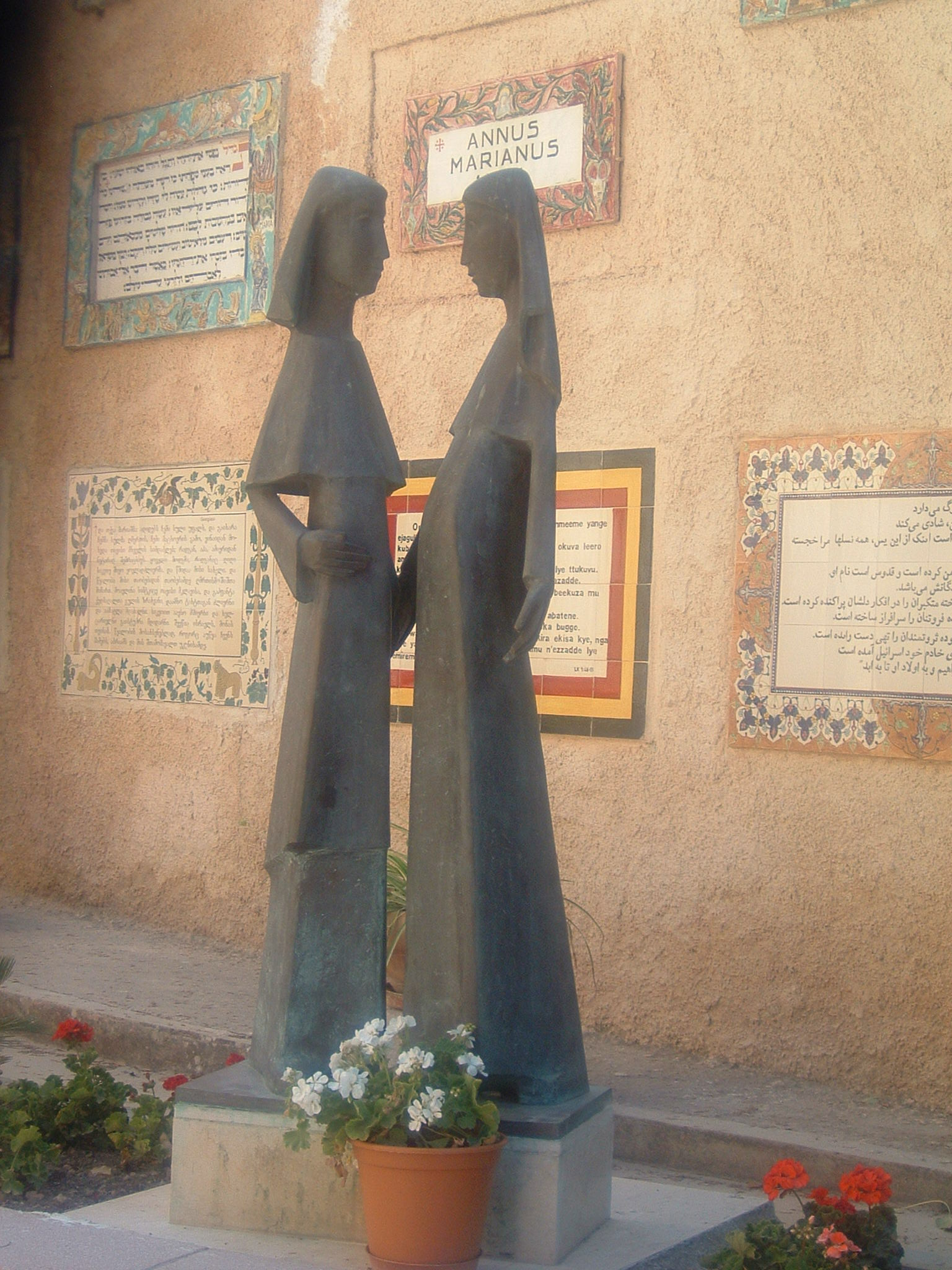
Estátua da Visitação, na Igreja da Visitação, em Ein Kerem, Jerusalém

A celebração da festa comemorando este evento na Igreja Ortodoxa é de origem relativamente recente, datando do século XIX. O ímpeto para estabelecer esta festa no calendário litúrgico da Igreja Ortodoxa e a criação de um serviço específico para ser incluído no Menaion foi obra do arquimandrita Antonin Kapustin (†1894), líder da Missão Eclesiástica Russa Ortodoxa em Jerusalém. O convento de Gorneye, na cidade sagrada, que foi construído no lugar onde tradicionalmente se acredita ter ocorrido o encontro entre a Teótoco ("Mãe de Deus", um dos títulos de Maria na Igreja Ortodoxa) e Santa Isabel, celebra esta festa em 30 de março (que corresponde, no calendário juliano, ao dia 12 de abril do calendário gregoriano). Segundo as festas do rito bizantino, se o dia 30 de março cair entre o Sábado de Lázaro (sábado antes do Domingo de Ramos) e a Pascha, a Festa da Visitação é transferida para a Sexta Luminosa (sexta depois da Páscoa). Esta festa ainda não foi aceita por todas as denominações ortodoxas.

## Arte
O tema da Visitação é dos grandes temas da arte cristã, tendo sido representado por diversos artistas renomados, como Rembrandt, Fra Angelico, El Greco, Dürer e Ghirlandaio.